# Боґуциці (Лодзинське воєводство)
Боґуциці (пол. Bogucice) — село в Польщі, у гміні Задзім Поддембицького повіту Лодзинського воєводства.
Населення — 148 осіб (2011).
У 1975-1998 роках село належало до Серадзького воєводства.

## Демографія
Демографічна структура станом на 31 березня 2011 року:
|          | Загалом | Допрацездатний вік | Працездатний вік | Постпрацездатний вік |
| -------- | ------- | ------------------ | ---------------- | -------------------- |
| Чоловіки | 73      | 9                  | 54               | 10                   |
| Жінки    | 75      | 7                  | 41               | 27                   |
| Разом    | 148     | 16                 | 95               | 37                   |